# Pueblo Nuevo Solistahuacán (kommun i Mexiko)
Pueblo Nuevo Solistahuacán är en kommun i Mexiko.   Den ligger i delstaten Chiapas, i den sydöstra delen av landet, 700 km öster om huvudstaden Mexico City.
Följande samhällen finns i Pueblo Nuevo Solistahuacán:
- Pueblo Nuevo Jolistahuacan
- Rincón Chamula
- San José Chapayal
- Aurora Ermita
- Sonora
- La Florida
- Año de Juárez
- Lázaro Cárdenas
- San Rafael
- Palo Blanco
- El Estoraque
- San Felipe
- Monte Olivo
- Soconusco
- Lindavista
- Emiliano Zapata
- Avellano Buenavista
- Dieciocho de Abril
- El Rinconcito
- Los Lotes
- Santa Rita
- Shutal
- Plan Lázaro Cárdenas
- La Sidra
- San Isidro
- El Campanario
- Las Palmas
- Nuevo Poblado
- Río Colorado
- Benito Juárez
- Delirio